# Биполярное истечение

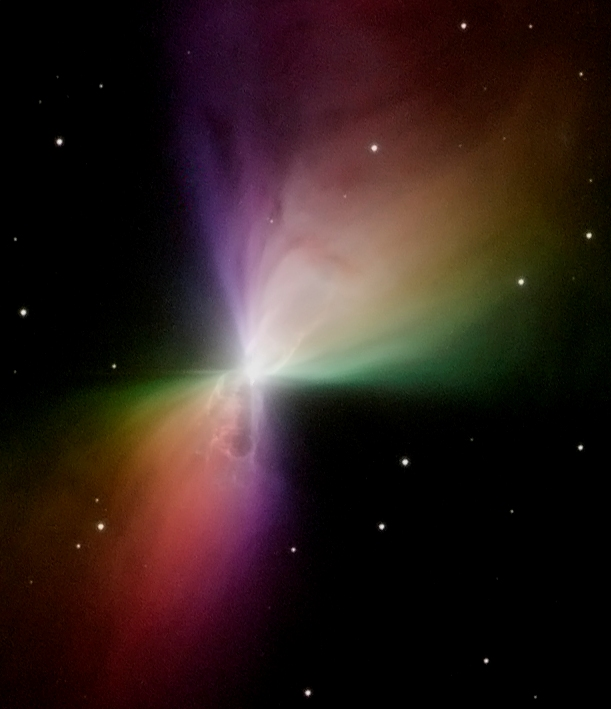
Туманность Бумеранг является примером объекта с биполярным истечением.

Биполярное истечение (англ. bipolar outflow) представляет собой два непрерывных потока газа, истекающего из полюсов звезды. Биполярные истечения также могут быть связаны с протозвёздами или с проэволюционировавшими звёздами на стадии после асимптотической ветви гигантов (часто в виде биполярной туманности).

## Протозвёзды
В случае молодой звезды биполярное истечение регулируется плотным коллимированным джетом. Такие джеты более узкие, чем истечение, их сложно наблюдать напрямую. Однако сверхзвуковые ударные волны вдоль джета нагревают газ внутри и вокруг джета до тысяч градусов. Области горячего газа излучают в инфракрасном диапазоне и могут наблюдаться на таких телескопах, как UKIRT. Обычно эти области наблюдаются в виде дискретных узлов или арок вдоль направления джета. Обычно они называются головными молекулярными ударными волнами, поскольку узлы обычно искривлены в виде арок волн.

## Наблюдаемость
Обычно молекулярные ударные волны наблюдаются в излучении горячего молекулярного водорода в рамках вращательно-колебательного взаимодействия.

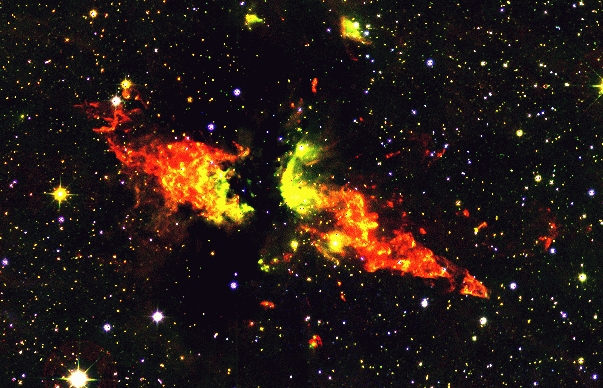
Инфракрасное изображение биполярного истечения. Выброс управляется массивной молодой звездой, впервые обнаруженной как радиоисточник и названной "DR 21". Само истечение известно как истечение DR21 или MHO 898/899. Автор изображения: Chris Davis, UKIRT/Joint Astronomy Centre

Биполярные истечения обычно наблюдаются при излучении молекулами монооксида углерода в миллиметровом диапазоне длин волн такими телескопами, как телескоп Джеймса Кларка Максвелла, но могут использоваться и другие молекулы. Биполярные истечения наблюдаются в плотных тёмных облаках. Обычно они связаны с очень молодыми звёздами (возраст меньше 10 000 лет) и тесно связаны с молекулярными ударными волнами. Предполагается, что ударные волны выметают плотный газ из окружающего облака и формируют биполярные истечения.
Джеты от молодых звёзд на более поздней стадии эволюции — звёзды типа T Тельца — создают похожие ударные волны, хотя они наблюдаются в оптическом диапазоне и называются объектами Хербига — Аро. Звёзды типа T Тельца обычно находятся в менее плотной области. Отсутствие окружающего газа и пыли означает, что объекты Хербига — Аро менее эффективны в выметании молекулярного газа. Следовательно, они менее вероятно связаны с наблюдаемыми биполярными истечениями.
Наличие биполярного истечения показывает, что центральная звезда до сих пор накапливает вещество из окружающего облака в аккреционный диск.
Биполярные истечения из проэволюционировавших звёзд могут возникать как сферически-симметричный ветер, выделяемый с поверхности красного гиганта по мере его охлаждения и угасания. Ветер сфокусирован в двух газовых конусах вследствие влияния магнитного поля или второго компонента двойной звезды, но достоверно механизм процесса ещё не известен. Биполярные истечения звёзд после асимптотической ветви гигантов усиливается так, что может образовывать планетарные туманности.
В обоих случаях биполярные истечения в основном состоят из молекулярного газа. Они могут двигаться со скоростью десятков и сотен километров в секунду, для молодых звёзд они могут растягиваться в длину до парсека.

## Галактические истечения
Массивные галактические молекулярные истечения могут обладать физическими условиями, такими как высокая плотность газа, для формирования звёзд. Такое звездообразование может вносить вклад в морфологическую эволюцию галактик.